# Hawick
Hawick (wym. [ˈhɔɪk]; scots Haaick, gael. Hamhaig) – miasto w Wielkiej Brytanii, w południowo-wschodniej Szkocji, w jednostce administracyjnej Scottish Borders (historycznie w hrabstwie Roxburghshire), położone na Wyżynie Południowoszkockiej. Hawick znajduje się około 90 km od stolicy Szkocji Edynburga. Miasto położone jest w dolinie rzeki Teviot, jest jednym z najbardziej oddalonych od morza miast w Szkocji. Populacja miasta w 2011 roku wyniosła 14 294 osób.
Architektura miasta charakteryzuje się budowlami z piaskowca krytych łupkiem. Hawick jest znany z wyrobu swetrów oraz corocznego wydarzenia Common Riding, nawiązującego do historycznych wydarzeń z 1514 roku w którym szkocka kawaleria odparła najazd Anglików. W tym corocznym święcie głównym wydarzeniem jest inscenizowany przemarsz kawalerii co przyciąga wielu turystów.

## Gospodarka
Gospodarka miasta związana jest z przemysłem dziewiarskim. Wiele firm ulokowało tu swoje fabryki, które wytwarzają jedne z najbardziej luksusowych wyrobów wełny z merynosów czy kaszmiru. Pierwsze manufaktury włókiennicze pojawiły się w końcu XVIII wieku. Z początku obrabiano len, potem produkcja zaczęła się przestawiać się na wyroby wełniane. Pierwsze wyroby wytwarzano przy użyciu krosn tkackich, następnie przez przy użyciu maszyn dziewiarskich, co spowodowało szybki rozwój miasta. 
Od 1849 do 1969 r. Hawick posiadał stację kolejową na linii Waverley, która została zamknięta wraz z całą linią podczas masowych cięć na kolei znanych jako Beeching Axe. Od czasu zamknięcia linii, Hawick pozostawał jednym z najbardziej oddalonych od sieci kolejowej miast. Obecnie najbliższa stacja kolejowa znajduje się w Galashiels, 28 km na północ, otwarta w 2015 roku. 